# کوه نوکوگیری (اکیشی)
کوه نوکوهری (به لاتین: Mount Nokogiri) یک کوه در ژاپن است که در اینا، ناگانو واقع شده‌است. کوه نوکوهری ۲٬۶۸۵ متر بالاتر از سطح دریا واقع شده‌است.